# Бразильская народная сюита
«Бразильская народная сюита» или «Сюита бразильских народных мелодий», W020 (англ. «Suite populaire brésilienne for guitar» или англ. «Brazilian Folk Suite») — сюита бразильского композитора Эйтора Вила-Лобоса для гитары соло. Одно из его наиболее исполняемых произведений.

## История
В молодости Эйтор Вилла-Лобос часто выступал с любительскими ансамблями уличных музыкантов (такой ансамбль назывался в Бразилии шору — обычно квинтет в составе: флейта, кларнет, саксофон, гитара, кавакиньо, маленькая гитара, обычно намеренно расстроена), этим он поддерживал себя в финансовом отношении, играя в кинотеатрах, ночных клубах и кафе Рио-де-Жанейро. Для таких выступлений он сочинял и собственную музыку. Композитор настаивал, что три из четырёх фрагментов, составляющих Suite populaire brésilienne for guitar он сочинил на протяжении 1906—1912 годов как раз для подобных выступлений.
Встречаются утверждения, что эта работа является одним из самых ранних произведений Вилла-Лобоса. О датировке оформления отдельных эпизодов в Сюиту существуют разные версии. Одна из них относит это событие к 1912 году, но кроме пометок датировки каждой пьесы самим композитором свидетельств этой даты нет. Другая, более распространённая, относит создание Сюиты к 1923—1928 годам.
Окончательно состав произведения определился в 1948 году, когда Вилла-Лобос решил вернуться к проекту, над которым он работал в 1923—1928 годах. Сочинение впервые опубликовано в 1955 году в Париже в издательстве Max Eschig (редактор Frédéric Zigante). Инициатором создания сочинения в 1920-е годы, возможно, выступил французский издатель Max Eschig. В архиве его издательства был найден вариант из четырёх частей 1920-х годов, именно это издательство уже после его смерти опубликовало Сюиту в пятичастной версии в 1955 году.
Сочинение вошло в репертуар таких гитаристов, как Норберт Крафт, Филипп Вилла, Фредерик Зиганте.
Рукопись 1920-х годов была недавно[когда?] обнаружена в архивах издательства Макс Eschig. Это очень тщательно написанная рукопись, включающая в себя аппликатуру.

## Состав произведения
Оригинальная версия 1920-х годов состояла из четырёх частей, в 1948 году произведение дополнилось пятой частью. Именно этот вариант был опубликован в 1955 году.
Версия 1923—28 годов:
- Mazourka-choro (1906, мазурка-шору)
- Schottische-choro (1907, экосез-шору)
- Chorinho (Petit Choro, шоринью)
- Valse-choro (вальс-шору, посвящён Eduardo Burnay)

Версия 1948 года:
- Mazurka-choro (1908, посвящена Maria Tereza Teran)
- Schottisch-choro (1908, посвящено Francis Boyle)
- Valsa-choro (1912, посвящено Eduardo Burnay)
- Gavota-choro (1912, гавот-шору)
- Chorinho (1923, посвящено Madeleine Reclus)

Композитор в разное время по-разному датировал отдельные фрагменты сочинения, ввёл посвящения некоторых фрагментов. Этим он запутал вопрос о соотношении первой и второй версий Сюиты.
Основная часть различий между версиями предполагается исследователями творчества композитора следующим образом:
- Встречаются утверждения, что три части Сюиты (Mazourka-choro, Schottische-choro, Chorinho) без изменений перекочевали из первой версии во вторую, а отличия в датировке частей были случайными. Более вероятно, что композитор написал присутствующее в настоящее время в Сюите Mazourka-choro в ходе подготовки публикации Сюиты в 1955, а не в 1908 году, как утверждал сам.
- Gavota-choro было абсолютно новым дополнением к версии 1948—1955 годов.
- Valse-choro, которое существует в публикации 1955 года, не является тем же фрагментом, что Valse-choro в версии 1920-х годов. Последнее произведение было впервые опубликовано в 2006 году, в том же году оно было впервые исполнено.

Сам композитор критически относился к этому произведению, протестовал против объединения отдельных пьес в цикл, утверждал, что не являлся инициатором этого объединения, выступал против причисления его к лучшим своим сочинениям.

## Художественные особенности
Произведение сочетает европейскую форму инструментальной сюиты с бразильскими ритмами и мелодиями. Такие сочетания были характерны для бразильской популярной танцевальной музыки в начале XX века.
Каждая отдельная часть является стилизацией под особую разновидность шору — инструментальной пьесы распространённого жанра бразильской народной музыки. Для неё характерны виртуозность и импровизации. В Сюиту включены: ностальгическая Мазурка, Экосез (Schottisch — танец, близкий европейской Польке), горький Вальс, выдержанный в классическом стиле Гавот. Заключительный Шоринью (Chorinho) драматичней, чем предыдущие четыре части. Все эпизоды мелодичны и выдержаны в умеренных темпах, их можно легко представить в исполнении бразильских уличных музыкантов.